# いつかはメリークリスマス
「いつかはメリークリスマス」は、日本のダンスロックバンド・DISH//の楽曲。2013年12月4日にソニーミュージックレコーズよりサイドディッシュシングルとして発売された。

## 概要
自身初となるサイドディッシュ（企画）シングル。2枚目のシングル『晴れるYA!』より約2か月振りのリリース。メジャーから数えて3枚目のシングルとなるが、正式な3枚目のシングルは次作『FREAK SHOW』となっている。
キャッチコピーは、「DISH//にしか歌えない超ポップなクリスマスソング！」。
初回生産限定盤と通常盤の2形態でのリリースで、初回生産限定盤に付属のDVDには8月に施行された日本縦断企画「日本縦断はじめましての旅『DISH//と申します』」の映像が収録されており、40ページのブックレットも付属している。
プロデュースはDISH//がインディーズ時代に発売した「ギブミーチョコレート!」以来となるヒャダインが担当。
2013年12月26日付のオリコン週間シングルランキングで初登場8位を記録。

## 収録曲

### 初回生産限定盤
CD
1. いつかはメリークリスマス
  - 作詞・作曲・編曲：前山田健一

前山田は、以前自身が提供した楽曲「ギブミーチョコレート!」の続編として、10カ月経ってもまだ彼女ができないという状況を歌にしたと語っており、16〜18歳のクリスマスの本音を歌詞にしたという[5]。
ポップな曲調ではあるが、失恋ソングとなっており、前山田の「DISH//に普通のキレイなクリスマスソングは似合わない」という考えから失恋ソングを提供したという[5]。
1枚目のアルバム『MAIN DISH』には収録されておらず、以後もアルバム未収録となっている。
2. いつかはメリークリスマス 〜Instrumental〜

DVD
1. 日本縦断 プロローグ
2. 日本縦断 1日目
3. 日本縦断 2日目
4. 日本縦断 3日目
5. 日本縦断 4日目
6. 日本縦断 5日目
7. 日本縦断 6日目
8. 日本縦断 7日目
9. 日本縦断 8日目
10. 日本縦断 9日目
11. 日本縦断 10日目

#### 通常盤
1. いつかはメリークリスマス
2. ラブソングなんて似合わない
  - （作詞・作曲・編曲：磯崎健史）

MASAKIのソロ曲。後にMASAKIは、「とても可愛い歌。歌ってる当時は高校生になって間もない頃だったからフレッシュ」とコメントしている[6]。
結成5周年記念限定盤『5th Anniversary Special Edition "D//ear…"』にも収録されている[7]。
3. いつかはメリークリスマス 〜Instrumental〜